# Port lotniczy Tamarindo
Port lotniczy Tamarindo (ang. Tamarindo Airport, IATA: TNO, ICAO: MRTM) – port lotniczy zlokalizowany w kostarykańskim mieście – Tamarindo.

## Linie lotnicze i połączenia
- Nature Air (San José)
- Sansa (San José)